# Чеська космічна канцелярія

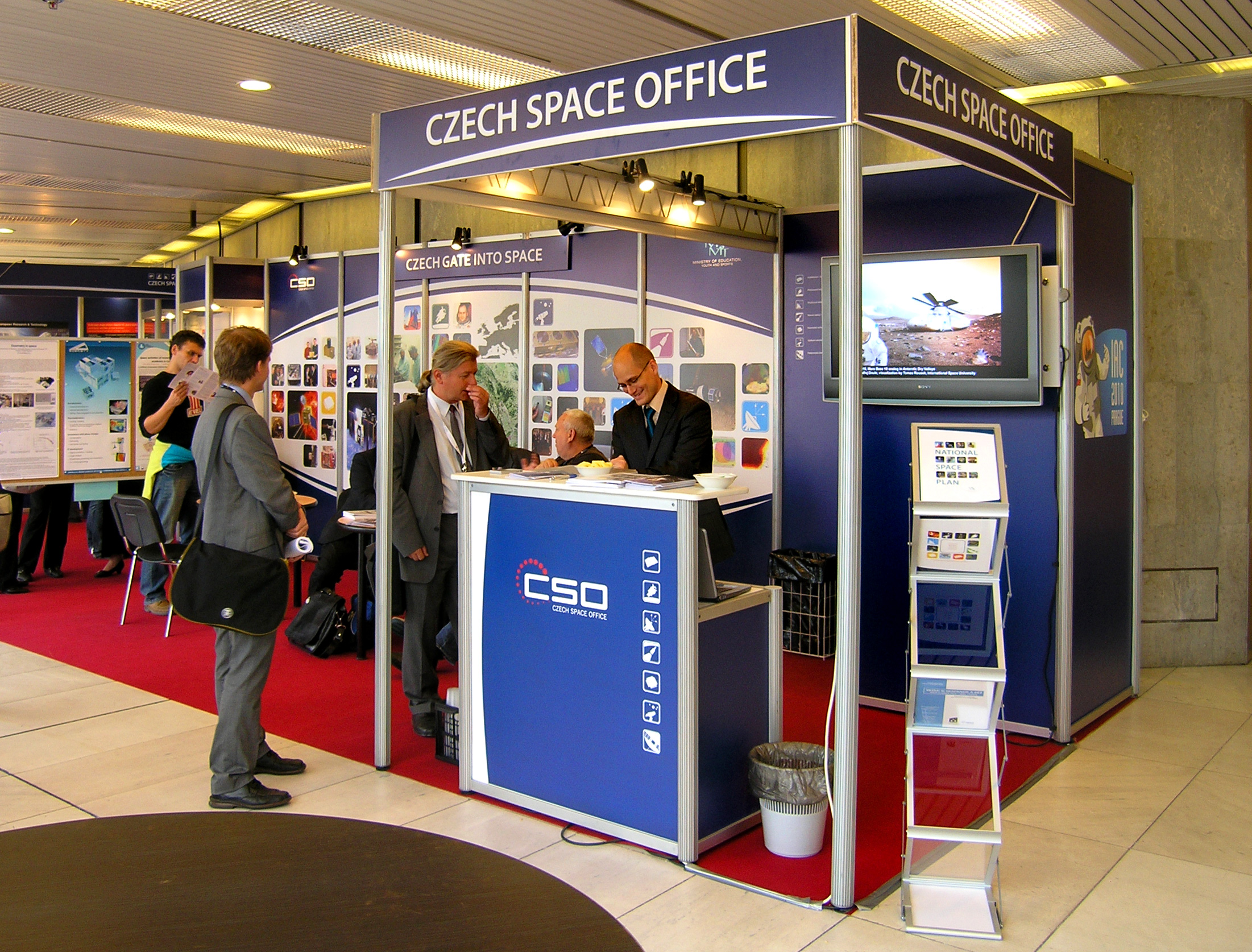
Стенд Чеської космічної канцелярії на 61 Міжнародному астронавтичному конгресі в Празі, 2010

Чеська космічна канцелярія (чеськ. Česká kosmická kancelář, англ. Czech Space Office) — чеська урядова організація, що займається підтримкою та просуванням чеських космічних програм. Заснована в листопаді 2003 року.
До головних завдань належить встановлення контактів між чеськими підприємствами та проектів з області космонавтики, співпраця з Європейським космічним агентством і Міжнародною астронавтичною федерацією. Канцелярія підтримує інформаційний та довідковий центр.
Штаб-квартира знаходиться в Празі, керівник — Ян Колар.